# 安布罗内人

The migrations of the Teutons and the Cimbri.
Cimbri, Ambrone and Teuton defeats.
Cimbri, Ambrone and Teuton victories.

安布罗内人（古希腊语：Ἄμβρωνες；英語：Ambronen）是日耳曼民族的一支，可能起源于日德兰半岛的北部。西元前120年，与辛布里人和条顿人向南迁徙，原因不明，推测是由于气候原因。